# Supercupa Europei 2006
Supercupa Europei 2006 a fost un meci de fotbal între două echipe spaniole, FC Barcelona și Sevilla FC.

## Detalii
| Barcelona | 0 – 3     | Sevilla                                  |
| --------- | --------- | ---------------------------------------- |
|           | (Cronică) | Renato 7' Kanouté 45' Maresca 89' (pen.) |

| Barcelona | Sevilla |

| BARCELONA:     |    |                    |     |     |
|                |    |                    |     |     |
| GK             | 1  | Víctor Valdés      |     |     |
| RB             | 2  | Juliano Belletti   |     |     |
| CB             | 4  | Rafael Márquez     |     |     |
| CB             | 5  | Carles Puyol (c)   |     |     |
| LB             | 16 | Sylvinho           | 47' | 72' |
| DM             | 6  | Xavi Hernández     |     | 57' |
| CM             | 3  | Thiago Motta       |     | 57' |
| CM             | 20 | Deco               |     |     |
| RW             | 19 | Lionel Messi       |     |     |
| LW             | 10 | Ronaldinho         |     |     |
| CF             | 9  | Samuel Eto'o       |     |     |
| Rezerve:       |    |                    |     |     |
| GK             | 25 | Albert Jorquera    |     |     |
| DF             | 11 | Gianluca Zambrotta |     |     |
| DF             | 21 | Lilian Thuram      |     |     |
| DF             | 23 | Oleguer            |     |     |
| MF             | 8  | Ludovic Giuly      |     | 72' |
| MF             | 24 | Andrés Iniesta     |     | 57' |
| FW             | 7  | Eiður Guðjohnsen   |     | 57' |
| Antrenor:      |    |                    |     |     |
| Frank Rijkaard |    |                    |     |     |

| SEVILLA:     |    |                    |     |     |
|              |    |                    |     |     |
| GK           | 1  | Andrés Palop       | 77' |     |
| RB           | 4  | Daniel Alves       | 54' |     |
| CB           | 2  | Javi Navarro (c)   | 60' |     |
| CB           | 14 | Julien Escudé      | 85' |     |
| LB           | 3  | David              |     |     |
| RM           | 15 | Jesús Navas        |     | 75' |
| CM           | 8  | Christian Poulsen  |     |     |
| CM           | 11 | Renato             |     |     |
| LM           | 6  | Adriano            |     | 81' |
| CF           | 10 | Luís Fabiano       |     | 46' |
| CF           | 12 | Frédéric Kanouté   | 49' |     |
| Rezerve:     |    |                    |     |     |
| GK           | 13 | David Cobeño       |     |     |
| DF           | 19 | Ivica Dragutinović |     |     |
| DF           | 24 | Andreas Hinkel     |     |     |
| MF           | 16 | Antonio Puerta     |     | 81' |
| MF           | 18 | José Luis Martí    |     | 46' |
| MF           | 25 | Enzo Maresca       | 90' | 75' |
| FW           | 7  | Javier Chevantón   |     |     |
| Antrenor:    |    |                    |     |     |
| Juande Ramos |    |                    |     |     |

| Omul meciului: Daniel Alves Arbitrii asistenți: Marco Ivaldi Alessandro Griselli Arbitru de rezervă: Matteo Trefoloni |

| Supercupa Europei 2006 |
| ---------------------- |
| Spania                 |
| Sevilla Primul titlu   |